# Exeter Railway
Die Exeter Railway war eine britische Eisenbahngesellschaft in Devon in England.
Die Gesellschaft wurde als „Exeter, Teign Valley and Chagford Railway“ am 20. August 1883 gegründet, um eine 14 Kilometer lange Bahnstrecke von Exeter St. Thomas über Doddiscombesleigh nach Christow zu bauen. Dort bestand eine Verbindung zur Teign Valley Railway. Daneben erhielt die Gesellschaft die Konzession zum Bau einer 16 Kilometer langen Strecke nach Chagford. Die Gesellschaft war jedoch nicht in der Lage, die finanziellen Mittel zum Bau aufzubringen. So konnte erst am 7. November 1894 mit dem Bau begonnen werden. Nachdem man auf den Bau der Nebenstrecke verzichtete, benannte sich die Gesellschaft am 12. August 1898 in „Exeter Railway“ um. Am 1. Juli 1903 wurde die Strecke fertiggestellt. 
Der Betrieb der Strecke erfolgte auf einer Pachtbasis durch die Great Western Railway. Die Exeter Railway wurde erst durch den Railways Act 1921 zum 1. Januar 1923 in die GWR integriert. Der Personenverkehr auf der Bahnstrecke wurde 1958 und der Güterverkehr 1968 eingestellt.